# Качулин, Михаил Сергеевич
Михаи́л Серге́евич Качу́лин (род. 22 января 1988, Усть-Каменогорск, Казахская ССР, СССР) — казахстанский хоккеист, нападающий клуба "Алтай-Торпедо.

## Карьера
Качулин — воспитанник усть-каменогорского хоккея, играл в нескольких казахстанских клубах.
В высшей лиге чемпионата России провел 68 игр, набрав 9+4 очка.
В чемпионате Казахстана провел 109 игр, забил 33 шайбы и сделал 27 результативных передач.
В ВХЛ в составе «Казцинк-Торпедо» провел 20 игры, забил две шайбы и сделал одну результативную передачу.
Участник 5 молодёжных чемпионатов мира. В 2005 и 2006 годах на чемпионате мира (U18, 1 дивизион) завоевывал бронзовые медали. А в 2007 году на молодёжном чемпионате мира (U20) — выиграл золото дивизиона В.